# Szczur floreski
Szczur floreski (Rattus hainaldi) – gatunek ssaka z podrodziny myszy (Murinae) w obrębie rodziny myszowatych (Muridae), występujący w południowo-wschodniej Azji; według IUCN jest zagrożony wyginięciem.

## Zasięg występowania
Szczur floreski występuje endemicznie na wyspie Flores należącej do Indonezji.

## Taksonomia
Gatunek po raz pierwszy zgodnie z zasadami nazewnictwa binominalnego opisał w 1991 roku australijsko-indonezyjski zespół (Australijczycy Darrell J. Kitchener i Richard A. How oraz Indonezyjczyk Maharadatunkamsi) nadając mu nazwę Rattus hainaldi. Holotyp pochodził z Desa Longko (8°35′00″S 120°33′00″E/-8,583333 120,550000), 8 km na południowy południowy wschód od Ruteng, powyżej Kampong Robo, na wysokości 1300 m n.p.m., na górze Ranakah, na wyspie Flores, na Małych Wyspach Sundajskich, w Indonezji. Holotyp był dorosłym samcem o numerze katalogowym WAM M32877 (masa 81 g, ciało utrwalone w 10% formalinie, zakonserwowane w 70% w etanolu; czaszka i uzębienie oddzielnie) schwytanym w komercyjną pułapkę zatrzaskową w dniu 8 maja 1990 roku przez dr Chrisa Wattsa.
Autorzy Illustrated Checklist of the Mammals of the World uznają ten takson za gatunek monotypowy.

### Etymologia
- Rattus: łac. rattus „szczur”[7].
- hainaldi: T. Hainald, szef Ilmu Pengetahuan dan Teknologi (IPTEK) Indonezyjskiego Instytutu Nauk (LIPI) w południowej Dżakarcie[8][9].

## Morfologia
Długość ciała (bez ogona) 133 mm, długość ogona 161 mm, długość ucha 21 mm, długość tylnej stopy 29 mm; masa ciała 81 g. Szczur o małym ciele; ogon bardzo długi w stosunku do długości głowy i tułowia, z dwubarwnym wzorem, w tym białawym spodem. Futro na grzbiecie koloru pomarańczowo-brązowego, nakrapiana ciemnobrązowymi plamkami; strona brzuszna kremowo-biała. Klatka piersiowa w tylnej części nakrapiana blado-szarymi plamkami. Futro jest miękkie, z długimi włosami ochronnymi na bokach i grzbiecie. Czaszka mała, z małymi otworami przysiecznymi; puszki średniej wielkości; niskie wały skroniowe i zaoczodołowe; krótka kość gnykowa, która jest stosunkowo szeroka w porównaniu z długością czaszki.

## Ekologia
Szczur floreski zamieszkuje górskie lasy pierwotne i wtórne na wysokości od 1000 do 2000 m n.p.m.. Prowadzi prawdopodobnie nocny tryb życia.
Brak danych na temat nawyków pokarmowych, składu diety, migracji, rozrodu i organizacji społecznej.

## Status zagrożenia i ochrona
W Czerwonej księdze gatunków zagrożonych Międzynarodowej Unii Ochrony Przyrody i Jej Zasobów został zaliczony do kategorii EN (ang. Endangered „zagrożony wyginięciem”). Mimo że gatunek ten wydaje się być liczny, to szacowany zasięg jego występowania wynosi 1123 km² (jest ograniczony do górskich regionów na wyspie Flores) i jest poważnie rozdrobniony, przez co stale zmniejsza się jego obszar występowania oraz jakość siedlisk które zamieszkuje. Prawdopodobnie wpływ na jego populację ma utrata siedlisk górskich i konkurencja z wprowadzonymi gatunkami, takimi jak szczur polinezyjski (R. exulans) i szczur śniady (R. rattus).